# Fleurieux-sur-l’Arbresle
Fleurieux-sur-l’Arbresle ist eine französische Gemeinde mit 2.299 Einwohnern (Stand: 1. Januar 2022) im Département Rhône in der Region Auvergne-Rhône-Alpes. Sie gehört zum Arrondissement Villefranche-sur-Saône und zum Kanton L’Arbresle. 

## Geographie
Fleurieux-sur-l’Arbresle liegt etwa 21 Kilometer nordwestlich von Lyon. Der Fluss Brévenne begrenzt die Gemeinde im Nordwesten.

### Nachbargemeinden
Umgeben wird Fleurieux-sur-l’Arbresle von den Nachbargemeinden Châtillon im Norden, Lozanne im Nordosten, Lentilly im Süden und Osten, Éveux im Südwesten, L’Arbresle im Westen sowie Saint-Germain-Nuelles im Nordwesten.

## Bevölkerungsentwicklung
| Jahr                       | 1962 | 1968 | 1975 | 1982 | 1990 | 1999 | 2006 | 2012 |
| Einwohner                  | 717  | 802  | 918  | 1496 | 1840 | 2025 | 2053 | 2336 |
| Quellen: Cassini und INSEE |      |      |      |      |      |      |      |      |

## Verkehr
Fleurieux-sur-l’Arbresle hat einen Bahnhof an der Bahnstrecke Lyon-Saint-Paul–Montbrison.
Durch die Gemeinde führen die Autoroute A89 und die (frühere) Route nationale 7.

## Sehenswürdigkeiten
- Kirche
- Schloss Belair

## Persönlichkeiten
- Désiré Charnay (1828–1915), Archäologe und Fotograf